# 小艾希貝格山

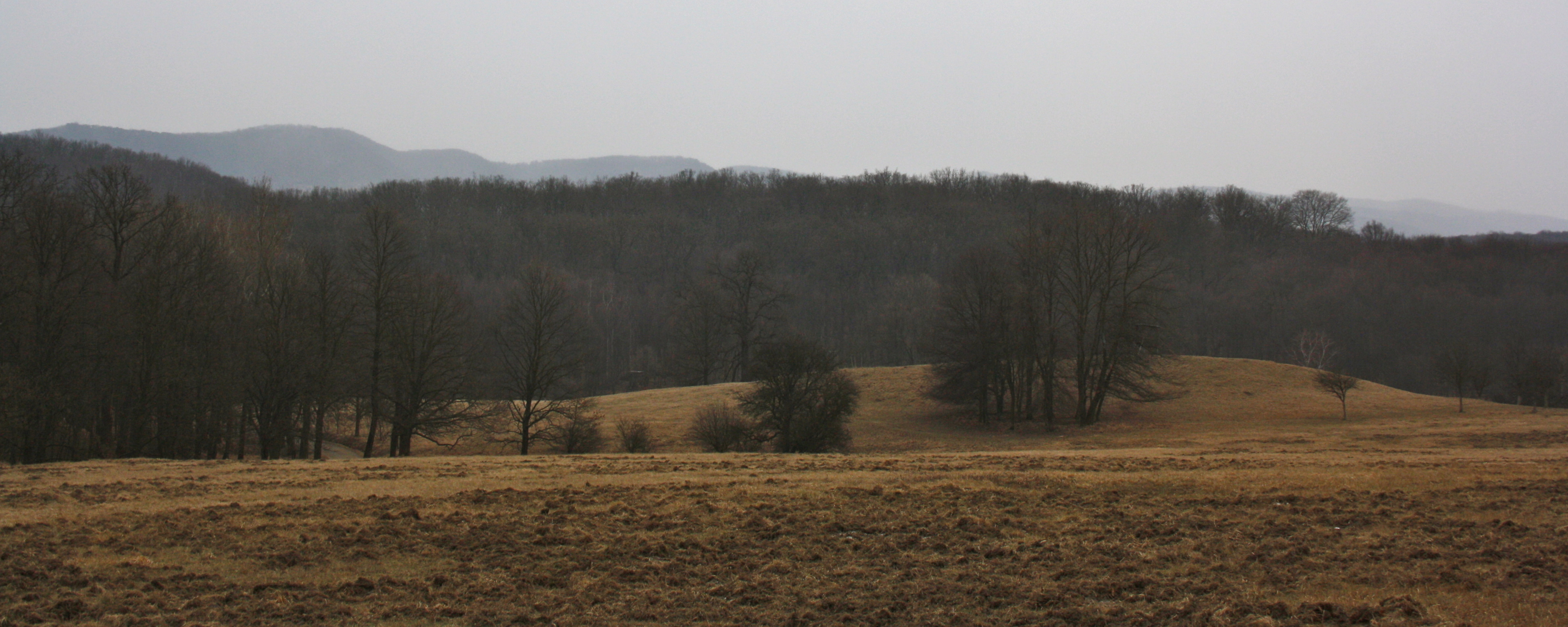

48°9′19″N 16°13′36″E / 48.15528°N 16.22667°E
小艾希貝格山（德語：Kleiner Eichberg），是奧地利的山峰，位於該國東北部，由維也納負責管轄，屬於維也納林山的一部分，海拔高度336米，每年平均降雨量904毫米。